# Unió del Poble Alemany
La Unió del Poble Alemany (en alemany, Deutsche Volksunion o DVU) va ser un partit polític nacionalista d'Alemanya Fou fundat pel publicista Gehrard Frey com a associació informal el 1971 i organitzat com a partit el 1987. El 2011 es va fusionar amb el Partit Nacional Democràtic d'Alemanya (NPD), mentre altres membres, descontents amb el procés, van participar en la creació del partit La Dreta.
Va ser finançat pel mateix Frey. L'Oficina Federal per a la Protecció de la Constitució (Bundesamt für Verfassungsschutz) i els mitjans de comunicació en general el consideraven un partit d'extrema dreta.
El partit mai va assolir el 5% mínim per a obtenir representació en el parlament federal alemany, però en canvi sí que va aconseguir alguns representants en diversos lands.
El 2004 la DVU arribà a un acord de no confrontació amb el partit d'extrema dreta Partit Nacional Democratic (NPD) a les eleccions estatals de Brandenburg i Saxònia. Ambdós partits assoliren el 5% a les respectives eleccions. La DVU aconseguí el 6,1% a les eleccions estatals de Brandenburg, i el NPD assolí el 9,2% a les de Saxònia. Després d'aquest èxit, el 2005 formaren una aliança electoral per a les eleccions federals NPD-DVU però només assoliren l'1,6% del total de vots.

## Resultats electorals

### Bundestag
| Any  | Vots    | %         | Escons  | +/– | Govern            |
| ---- | ------- | --------- | ------- | --- | ----------------- |
| 1998 | 601.192 | 1.2 (#8)  | 0 / 179 | Nou | Extraparlamentari |
| 2009 | 45.752  | 0.1 (#16) | 0 / 179 | =   | Extraparlamentari |

### Resultats als Lands
| Any  | BB  | BR  | H     | MPO   | SA   | SH    | T     |
| ---- | --- | --- | ----- | ----- | ---- | ----- | ----- |
| 1987 |     | 3,4 | n. a. |       |      | n. a. |       |
| 1991 |     | 6,2 | n. a. |       |      |       |       |
| 1992 |     |     |       |       |      | 6,3   |       |
| 1993 |     |     | 2,8   |       |      |       |       |
| 1995 |     | 2,5 |       |       |      |       |       |
| 1996 |     |     |       |       |      | 4,3   |       |
| 1997 |     |     | 4,9   |       |      |       |       |
| 1998 |     |     |       | 2,9   | 12,9 |       |       |
| 1999 | 5,3 | 3,0 |       |       |      |       | 3,1   |
| 2001 |     |     | 0,7   |       |      |       |       |
| 2003 |     | 2,3 |       |       |      |       |       |
| 2004 | 6,1 |     | n. a. |       |      |       | n. a. |
| 2006 |     |     |       | n. a. | 3,0  |       |       |
| 2007 |     | 2,7 |       |       |      |       |       |
| 2008 |     |     | 0,8   |       |      |       |       |
| 2009 | 1,2 |     |       |       |      | n. a. | n. a. |

|       | Entrada al parlament estatal                |
|       | Resultat més alt, sense entrar al parlament |
| n. a. | Sense dades                                 |